# Dobverő
A dobverő egy olyan tárgy, amelyet dobok és más ütős hangszerek megszólaltatására használnak. A dobverőknek létezik néhány különleges fajtája, ilyen a többek között üstdobok megszólaltatására használt ütő , a marimba megszólaltatására használt ütő és a jellegzetes hangzást adó seprű.

## Dobverő

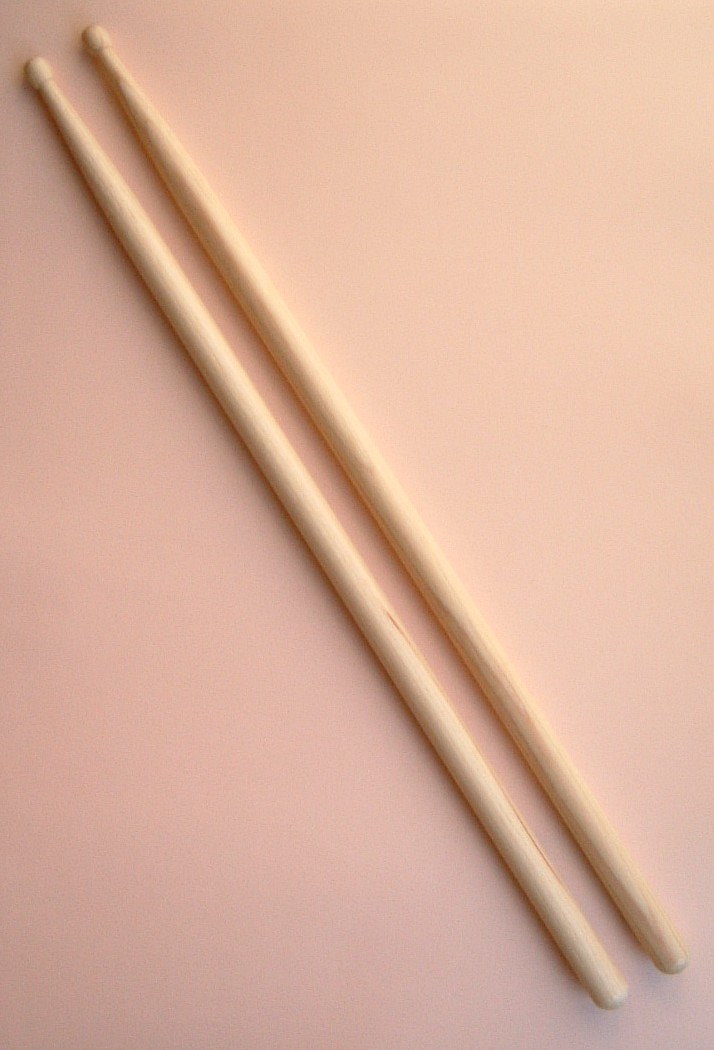
Fa dobverők

A dobfelszereléseknél használatos dobverőt általában fából készítik, különösképpen hikoriból, tölgy- vagy juharfából. Ezen kívül még PVC-vel borított alumíniumot (hogy a cintányért ne károsítsa), üveg- és szénszálat alkalmaznak. Leggyakrabban a dobverő körülbelül 1,5 cm vastag és 41 cm hosszú, de a dobosok rengeteg alak és méret közül választhatnak. Sokuknak egyedi formájú, nagyságú, súlyú, tömegközéppontú, sűrűségű és szálirányú dobverőjük van. Ezen tulajdonságok mindegyike befolyásolja a keltett hangot és a dobverő használatának érzését.
A dobverőket különféle célokra tervezik. A vékonyabbakat és azokat, melyeknek a súlypontjuk közelebb van a dobverő feje felé, a komolyzenében használják, mivel a klasszikus zene sokkal jobb hangsúlyozást követel meg. A kültéri használatra tervezett dobverők (például a menetzenekarok által használtak) mindig vastagabbak és nehezebbek, ugyanis a nagy hangsúlyoknál erre szükség van. Hasonlóan vastag fajta a gumilapokon használt gyakorlódobverő is. A dobfelszereléseknél alkalmazottak vékonyabbak és könnyebbek, hogy gyorsabb játékot és árnyaltabb hangsúlyozást tegyenek lehetővé.

### A dobverő részei
A dobot a dobverő fejével szokták megütni, a cintányérokat inkább a nyakával (kivéve a kísérőt). Ez a fej rendkívül sokféle alakú lehet, például ovális (5A, 5B), hosszúkás (2B), hordó alakú (3A) és kerek (7A, 8A). Legtöbbször a fej egy darab fából van, de elterjedt a műanyag fej is - ez ugyanis tartósabb, ugyanakkor a hangjától egyesek idegenkednek.
A fej után következik a dobverő nyaka, vagy szára. Ezzel a résszel ütik meg a cintányérok peremét. Ez alatt, a verő egyharmadánál, vagyis a forgáspontnál fogja a dobos a verőt. A dobverő bármely részében eltörhet, függően attól, hogy milyen jellegű a használata. Természetesen erősebb behatások, például kemény játékmód, vagy épp a helytelen tartás miatt előbb mehet tönkre. A repedés vagy törés oka lehet a rossz faminőség vagy göcs - azaz anyaghiba is.

## Fogás
A dobverő megfogásának két nagy csoportja ismert. Az egyik a hagyományos, ekkor a bal kézben tartott dobverő merőleges a karra. Gyakran nevezik ezt a fogást Moeller-fogásnak Sanford A. Moeller után, bár ennek a lényege inkább a csuklómozgással elért gyorsabb ütésben rejlik. Sanford Moeller az amerikai polgárháború menetdobosainak módszerét tanulmányozta, ugyanis rossz dobbőröket és verőket használva sem fáradt el a kezük. Módszerét Jim Chapinnek adta át később.
A másik fajtába tartozik a francia, a német és az amerikai ütéstechnika. A legelsőnél a két zárt tenyér szembe néz egymással, főleg az ujj mozgat, a német fogás inkább csuklót helyezi előtérbe és szélesen tartja a verőt, így érve el erősebb ütést. Az amerikai fogás egyesíti a kettő jó tulajdonságait, mivel 45 fokos szöget zár be egymással a két kéz.

## Seprű

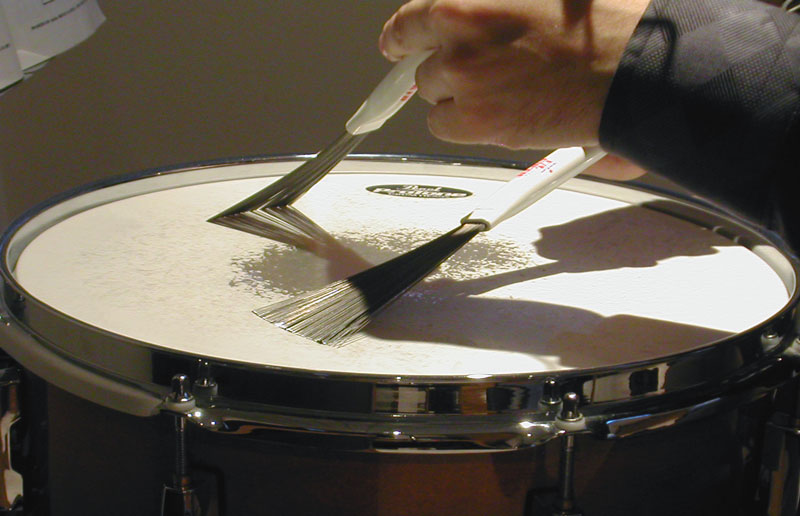
Seprű

A seprű vékony drótszálakból áll, melyet egy nyél fog össze. A szálak anyaga lehet fém és műanyag egyaránt, utóbbi napjainkban terjedt el tartóssága miatt. A nyél fából vagy alumíniumból készülhet, ritkán gumiborítással. Néhány seprűnél a drótszálak visszahúzhatóak, ami védi azokat használaton kívül. A szálak hossza, vastagsága változó lehet. A seprű által keltett különleges hangzást dobverővel nem lehet elérni, ezért nagyon kedvelt a pergőn és a cintányérokon való használatuk. A jazz majdhogynem megköveteli a seprűk használatát.

## Ütők
Az ütő (angolul stick vagy mallet) egy vékony rúd a végén egy fejjel. A borítatlan ütőkkel például a xilofont és a keményebb anyagból készült hangszereket szólaltatják meg, míg a filccel vagy cérnával borított változat a kevésbé ellenálló ütős hangszereken és a cintányérokon használatos. Külön csoportba soroljuk az üstdobosok által alkalmazott ütőket. Az ütő nyelét rattanból vagy nyírfából szokták készíteni.

## Fordítás
Ez a szócikk részben vagy egészben a Drum stick című angol Wikipédia-szócikk fordításán alapul.  Az eredeti cikk szerkesztőit annak laptörténete sorolja fel. Ez a jelzés csupán a megfogalmazás eredetét és a szerzői jogokat jelzi, nem szolgál a cikkben szereplő információk forrásmegjelöléseként.